# Chamelophyton
Chamelophyton là một chi thực vật có hoa trong họ Lan.